# Saint Lucia i olympiska sommarspelen 2008
Saint Lucia deltog i de olympiska sommarspelen 1996 med en trupp bestående av fyra deltagare, en man och tre kvinnor, men ingen av landets deltagare erövrade någon medalj.

## Friidrott
- Huvudartikel: Friidrott vid olympiska sommarspelen 2008

Förkortningar
- Noteringar – Placeringarna avser endast löparens eget heat
- Q = Kvalificerad till nästa omgång
- q = Kvalificerade sig till nästa omgång som den snabbaste idrottaren eller, i fältgrenarna, via placering utan att uppnå kvalgränsen.
- NR = Nationellt rekord
- N/A = Omgången ingick inte i grenen
- Bye = Idrottaren behövde inte delta i denna omgång

Herrar
Fältgrenar
| Idrottare       | Gren     | Kval    | Kval      | Final            | Final            |
| Idrottare       | Gren     | Distans | Placering | Distans          | Placering        |
| --------------- | -------- | ------- | --------- | ---------------- | ---------------- |
| Dominic Johnson | Stavhopp | 5.30    | 30        | Gick inte vidare | Gick inte vidare |

Damer
Fältgrenar
| Idrottare       | Gren          | Kval  | Kval      | Final            | Final            |
| Idrottare       | Gren          | Längd | Placering | Längd            | Placering        |
| --------------- | ------------- | ----- | --------- | ---------------- | ---------------- |
| Erma-Gene Evans | Spjutkastning | 56.27 | 30        | Gick inte vidare | Gick inte vidare |
| Levern Spencer  | Höjdhopp      | 1.85  | 27        | Gick inte vidare | Gick inte vidare |

## Simning
- Huvudartikel: Simning vid olympiska sommarspelen 2008